# Французский конституционный референдум (1800)
Французский конституционный референдум проводился в декабре 1799 — январе 1800 годов для ратификации проекта Конституции VIII года Первой французской республики. 
Подача голосов проходила не одновременно по всей стране: Париж голосовал в конце фримера (середина декабря 1799), а департаменты — в течение всего нивоза (конец декабря 1799 — первая треть января 1800). Законом от 3 нивоза (24 декабря) конституция была введена в действие. Таким образом, большинство избирателей голосовало, когда конституция уже фактически начала действовать.
Большинство избирателей (53,74 %) в голосовании не участвовало. Референдум одобрил Конституцию подавляющим большинством голосов. Результаты референдума были оглашены министром внутренних дел Люсьеном Бонапартом, братом Наполеона Бонапарта.

## Результаты
| Да и Нет     | % голосов | Количество |
| ------------ | --------- | ---------- |
| Да (за)      | 99,94%    | 3 011 007  |
| Нет (против) | 0,06%     | 1 562      |
| Всего        | 100%      |            |

## См.также
- Конституция VIII года